# Max Werner
Pour les articles homonymes, voir Werner.
Max Werner, né le 29 décembre 1953 à Hilversum et mort le 9 avril 2024, est un chanteur et batteur néerlandais, cofondateur du groupe de rock progressif Kayak avec Ton Scherpenzeel, Pim Koopman et Johan Slager.
Il est le chanteur et le frontman du groupe de 1972 à 1977, avant d'endosser en 1978 le rôle de batteur, qui avait sa préférence. De retour au poste de chanteur lors de la reformation du groupe à la fin de l'année 1999, il quitte définitivement Kayak l'année suivante pour raisons de santé.

## Carrière

### Avec Kayak première époque (1972 - 1982)

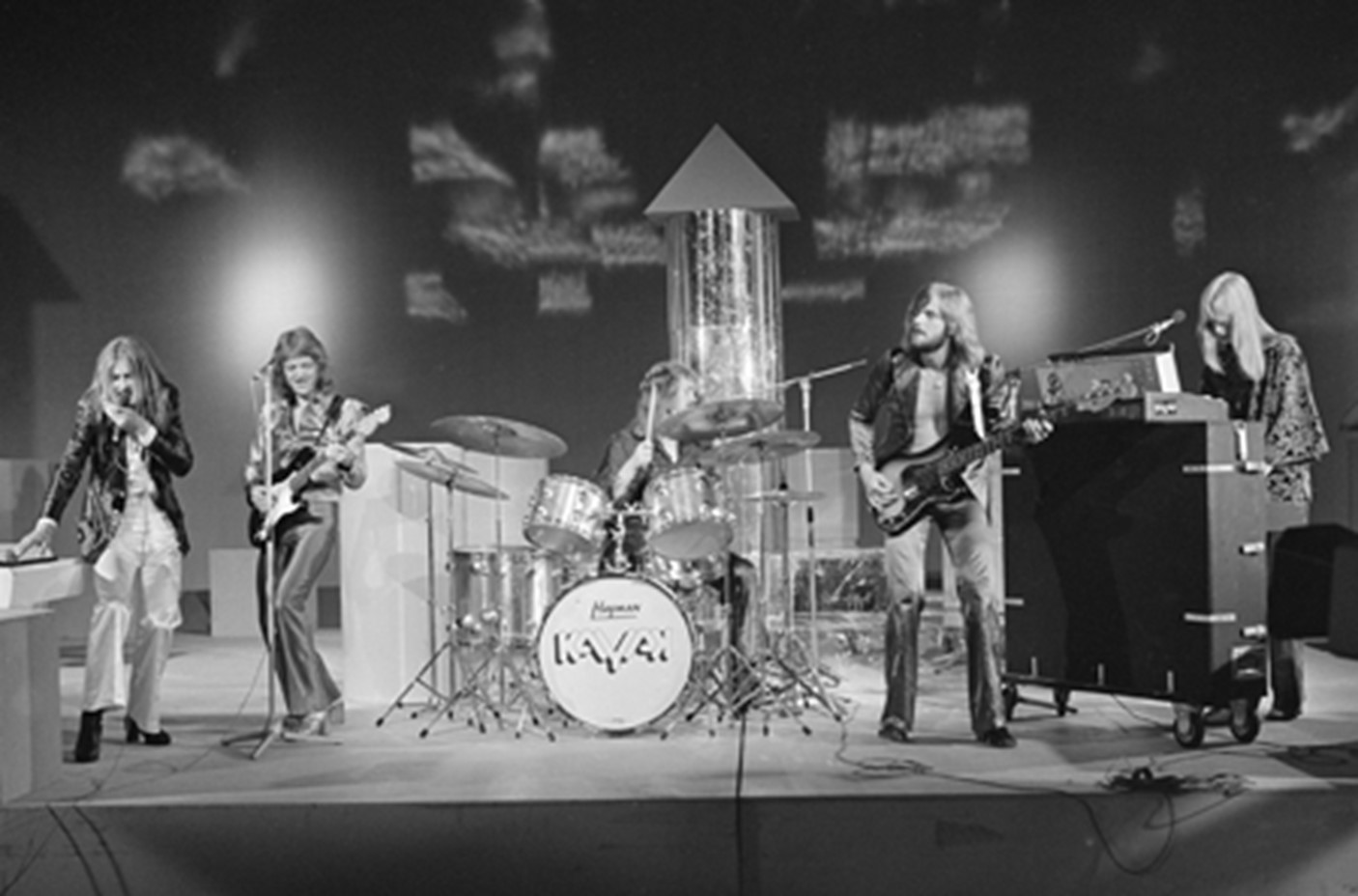
Kayak sur la scène de l'émission de télévision néerlandaise TopPop en août 1974.
De gauche à droite : Max Werner, Johan Slager, Pim Koopman, Bert Veldkamp et Ton Scherpenzeel.

Le groupe Kayak est fondé en septembre 1972 à Hilversum par le claviériste et bassiste Ton Scherpenzeel et par le batteur et guitariste Pim Koopman, qui avaient déjà joué ensemble dans plusieurs groupes locaux comme Balderdash (1967) et High Tide Formation (1970) avec le guitariste Johan Slager,.
Ton Scherpenzeel et Pim Koopman, qui avaient étudié respectivement la double basse et les percussions à l'académie de musique de Hilversum, s'adjoignent, pour le chant, les services de Max Werner dont ils avaient fait la connaissance durant leurs études, ainsi que ceux de Johan Slager à la guitare.
En 1976, le batteur Pim Koopman quitte le groupe après s'être vu offrir un contrat en tant que producteur. Il est remplacé en 1977 par Charles Louis Schouten qui ne reste que le temps d'un album (Starlight Dancer) et quitte le groupe pour cause de différends musicaux,.
À la fin de l'année 1977, Max Werner, qui avait toujours préféré la batterie mais s'était trouvé piégé dans le rôle de chanteur à cause de la qualité de sa voix, profite des départs successifs des batteurs Pim Koopman et Charles Louis Schouten pour faire savoir aux autres membres du groupe qu'il désire quitter le devant de la scène et endosser le rôle de batteur.
Werner est alors remplacé comme chanteur par Edward Reekers, jusqu'en 1982.

### Avec Kayak deuxième époque
De 1982 à 1998, Kayak connaît une longue période d'inactivité mais il se reforme en novembre 1999 à l'occasion d'un show télévisé appelé De Vrienden van Amstel Live (les amis d'Amsterdam en concert) à l'invitation d'un groupe néerlandais appelé De Kast, fan de Kayak depuis longtemps. Max Werner est de la partie, tout comme Ton Scherpenzeel, Bert Veldkamp et Johan Slager, mais pas Pim Koopman, qui vit alors partiellement en Irlande.
Kayak connaît alors une deuxième époque, qui démarre en 1999 et se prolonge jusque maintenant mais Max Werner ne participe qu'au début de cette deuxième carrière : il assure le chant sur l'album Close To The Fire sorti en 2000, pour lequel il est secondé par un deuxième chanteur principal, Bert Heerink, ce qui lui permet de se consacrer plus aux percussions durant les concerts mais, en 2000, il doit quitter le groupe pour raisons de santé, laissant le poste de chanteur à Bert Heerink.

### En solo (1979 - 1995)
Max Werner réalise également quatre albums solos : Rainbows End en 1979, Seasons en 1981, How can it be … like this? en 1988 et Not The Opera en 1995.

## Discographie

### Avec Kayak - première époque

#### En tant que chanteur
- See See The Sun (1973)
- Kayak II (1974)
- Royal Bed Bouncer (1975)
- The Last Encore (1976)
- Starlight Dancer (1977)

#### En tant que batteur
- Phantom of the Night (1979)
- Periscope Life (1980)
- Merlin (1981)
- Eyewitness (1981)

### Avec Kayak - deuxième époque

#### En tant que chanteur
- Close To The Fire (2000)

### Albums solo
- Rainbows End (1979)
- Seasons (1981)
- How can it be … like this? (1988)
- Not The Opera (1995)